# Tvrtko II di Bosnia
Stefano Tvrtko II Kotromanić (in serbo croato Stjepan/Stefan Tvrtko/Стјепан/Стефан Твртко; nei documenti in latino Tuartchus, Tuartcus o Tuarchus, da cui le forme italiane Tuartco, Tuarcho o Tuarco), noto anche come Tvrtko Tvrtković (Твртко Твртковић; 1375 circa – novembre 1443), fu un membro della nobile famiglia dei Kotromanić che governò come re di Bosnia dal 1404 al 1409 e di nuovo dal 1420 fino alla sua morte.
Figlio di Tvrtko I, rimase al potere durante un periodo assai turbolento della storia bosniaca. Fu inizialmente insediato come sovrano fantoccio dai principali nobili del regno, Hrvoje Vukčić Hrvatinić e Sandalj Hranić, per sostituire lo zio Ostoja, che si stava atteggiando sempre più a sovrano indipendente nel tentativo di liberarsi dall'influenza degli aristocratici. Cinque anni dopo, Tvrtko perse il sostegno dell'élite e quindi anche la corona, rimanendo poco attivo politicamente durante il secondo regno di Ostoja. Riuscì tuttavia a deporre e succedere al figlio di Ostoja, Stefano. La seconda parentesi al potere di Tvrtko coincise con ripetute incursioni turche, che lo costrinsero ad accettare la sovranità dell'impero ottomano, e dalla lotta per il potere con Radivoj, un altro figlio di Ostoja. Tvrtko si sposò due volte, ma morì senza lasciare erede. Gli successe un parente da lui prescelto, il fratello di Radivoj, Tommaso.

## Biografia

### Origini confuse
Tvrtko II era il figlio di Tvrtko I, primo re di Bosnia. L'identità della madre, e quindi la sua effettiva legittimità, è controversa. L'incertezza deriva anche dalla complessa situazione religiosa nella Bosnia medievale, dove era spesso difficile distinguere tra eredi legittimi e illegittimi. Lo storico ragusano del XVI secolo Mavro Orbini, scrivendo a proposito di Tuartco Scuro (Tvrtko il Semplice), sosteneva fosse nato dall'unione tra Tvrtko I e una sua concubina, una nobildonna bosniaca chiamata Vukosava, e questa ricostruzione fu considerata credibile da diversi autori di epoca successiva. Nel XIX secolo, lo storico Vjekoslav Klaić ha sostenuto che la madre di Tvrtko II fosse la moglie di suo padre, Dorotea di Bulgaria. Klaić ha citato come prova un documento di Tvrtko I risalente al 1382, in cui il sovrano menzionava la regina Dorotea e un figlio dal nome non indicato al governo della Repubblica di Ragusa. Se Tvrtko II risultasse il figlio menzionato in tale carta, la sua nascita avrebbe dovuto aver luogo tra il 1375 (Tvrtko I e Dorotea si erano sposati nel dicembre 1374) e la data di emissione del documento.
Re Tvrtko I morì in maniera improvvisa nel marzo del 1391, poco dopo la regina Dorotea. Il consiglio del regno, composto dai nobili più potenti dello Stato, nominò un anziano parente del defunto, Dabiša, quale suo successore, anziché designare il piccolo Tvrtko, ritenuto a quel tempo troppo giovane. Alla morte di Dabiša nel 1395, gli aristocratici acclamarono la sua vedova, Elena, che venne però spodestata tre anni dopo in favore di Ostoja. L'esatto rapporto di parentela tra Ostoja, i monarchi precedenti e Tvrtko II è stato a lungo oggetto di dibattito storiografico, nel quale molti storici lo considerarono un figlio illegittimo di Tvrtko I. Dominik Mandić, tuttavia, ha dimostrato che sia Dabiša che Ostoja descrissero Tvrtko I nelle carte come loro fratello. Non si conosce nessuna informazione relativa a Tvrtko II durante il regno di Ostoja.

### Primo regno

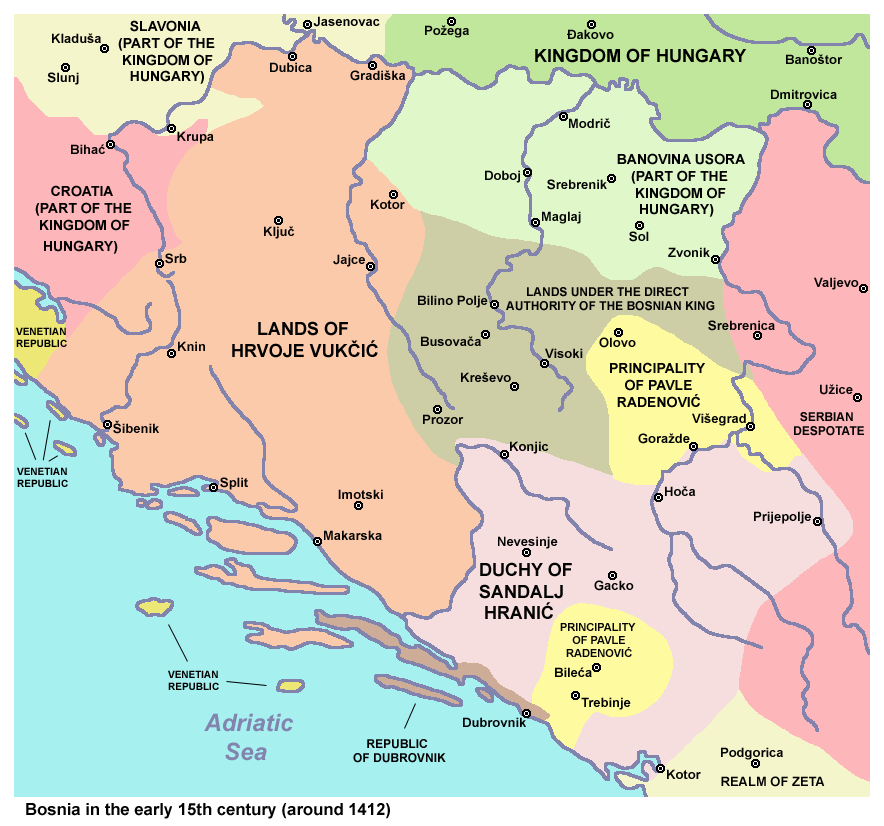
La Bosnia nei primi decenni del XV secolo, con le terre della corona in verde oliva

Re Ostoja divenne inviso alla nobiltà quando tentò di imporre la propria supremazia nei loro confronti. Nel marzo del 1404, molti esponenti decisero di detronizzarlo assieme ai suoi due vassalli più potenti, Hrvoje Vukčić Hrvatinić e Sandalj Hranić. Alla fine di aprile o all'inizio di maggio, una simile decisione fu assunta a tutti gli effetti durante uno stanak (assemblea) tenutosi a Mile, circostanza la quale spinse Ostoja a recarsi alla corte del re ungherese, Sigismondo di Lussemburgo. Si svolse poi un nuovo stanak per eleggere il successore di Ostoja alla fine di maggio. Le autorità ragusane propendevano per Hrvoje o, in alternativa, per il nobile esiliato Pavle Radišić come prossimo re. In maniera imprevedibile, il concilio si concluse con l'elezione di Tvrtko II, che era stato completamente ignorato nelle precedenti elezioni reali. Non si sa chi avesse caldeggiato la sua ascesa, ma non si può escludere che vi fu nuovamente l'ingerenza di Hrvoje e di Sandalj. La scelta venne probabilmente favorita dal legame di parentela vantato da Tvrtko II, così come dalla speranza che non avrebbe ostacolato l'autonomia della nobiltà.
A giugno, i sostenitori di Tvrtko sconfissero un esercito ungherese e impedirono così a Ostoja di reclamare la corona, ma la principale residenza reale, Bobovac, nella Bosnia centrale, e la città di Srebrenik furono espugnate e rimasero in mano a Ostoja. Ognuna delle principali famiglie nobili bosniache rimase fedeli a Tvrtko, mentre Ostoja fungeva da burattino di Sigismondo il cui territorio comprendeva poco più di Bobovac. La fortezza, tuttavia, ospitava la corona, che Tvrtko non era in grado di ricevere fisicamente.
Proprio come avevano previsto, il primo regno di Tvrtko II fu segnato da un'ingerenza assoluta di Sandalj e Hrvoje in qualsiasi ambito e luogo. Tvrtko autorizzò Hrvoje a risolvere le controversie e a emanare ordini in suo nome e per un po', allo scopo di assecondare il re fantoccio, fu formata una sua corte nella terra di Hrvoje, vicino al fiume Sana. Il re probabilmente non ebbe altra scelta che concedere a Hrvoje i diritti di estrazione mineraria nella città più ricca della Bosnia, Srebrenica, nel 1405, la quale non tornò mai più sotto il dominio diretto della corona. Sandalj, dal canto suo, colse l'occasione per impossessarsi di quanto apparteneva ai sostenitori di Ostoja, la famiglia Sanković, rendendo così i Kosača i più grandi latifondisti nella parte meridionale del regno. Quando Hrvoje lo convinse a sostenere la pretesa del re Ladislao di Napoli al trono ungherese, Tvrtko finì per diventare ancora più mal sopportato da Sigismondo. Secondo gli storici, la lotta tra Ostoja e Tvrtko II per la corona bosniaca andrebbe inserita dunque in un contesto di guerra civile ben più vasto, coinvolgendo da una parte i sostenitori di Sigismondo e dall'altra quelli di Ladislao.
A seguito di alcune piccole dispute con le repubbliche marinare di Venezia e Ragusa su Canali e sulla Serbia marittima, Tvrtko ottenne il riconoscimento come legittimo re da entrambe le potenze. Nel 1406, Ostoja stava perdendo il poco sostegno di cui ancora godeva in Bosnia, con la nobiltà che a quel punto preferiva all'unanimità Tvrtko, ma lo turbava fortemente la decisione del vecchio re di rimanere nel Paese. I ragusani descrissero l'inizio del regno di Tvrtko II come il più complicato in assoluto sin «dall'epoca del Diluvio universale», con il monarca che si impegnò con tutte le sue energie per cercare di accrescere il senso di coesione tra i suoi sudditi.

### Declino

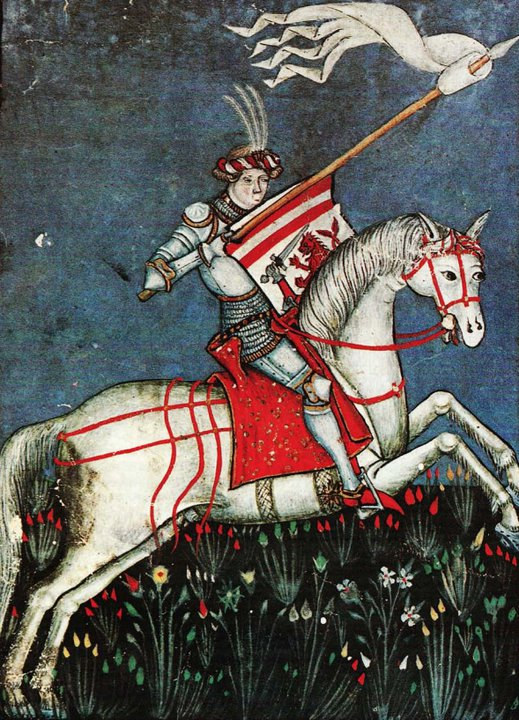
Hrvoje Vukčić Hrvatinić come raffigurato nel Messale di Hrvoje

Gli attacchi condotti dai magiari contro la Bosnia avvenivano con costanza annuale, arrecando a Tvrtko «un fastidio continuo». Il conflitto culminò nel settembre 1408, quando Sigismondo ottenne una vittoria decisiva sulle truppe di Tvrtko. In quell'occasione, 170 membri della piccola nobiltà furono catturati e uccisi a Dobor, venendo gettati oltre le mura della città. Le fonti riferiscono della cattura di Tvrtko, ma si tende a non credere a quest’informazione, poiché egli richiese il consueto tributo ai ragusani nel febbraio del 1409. Le ostilità continuarono fino alla fine di novembre, con Tvrtko che si ritirò verso sud con i suoi nobili e resistette agli attacchi ungheresi, circostanza la quale permise a Ostoja di ristabilire il controllo sulla Bosnia centrale.
Nel gennaio del 1409, la notizia dell'intenzione di re Ladislao di vendere i suoi diritti sulla Dalmazia a Venezia era giunta a Hrvoje, a cui erano state promesse delle terre che avrebbe amministrato come governatore in nome di Ladislao. Hrvoje non aveva più motivo di sostenere Ladislao contro Sigismondo e giunse dunque a una pace con quest'ultimo, seguito dalla maggior parte dei nobili bosniaci. Tvrtko e Sandalj rimasero però nell'accampamento di Ladislao, scatenando una guerra civile. Ostoja colse l'occasione per provare a reclamare il trono per sé, ma anche Sigismondo intendeva farsi incoronare re di Bosnia «rispettando la cerimonia solenne che riguardò Tvrtko I». La pretesa di Sigismondo sulla Bosnia, derivata dal suo accordo con uno stanak (rusag in ungherese) nel 1394, fu riconosciuta da Hrvoje, mentre Sandalj passò a Ostoja.
Tvrtko rimase sul trono fino alla metà del 1409, quando prevalse Ostoja. La pretesa di Sigismondo non poteva di certo incontrare il favore dei bosniaci, che però si dissero disponibili ad accettare la sua sovranità su Ostoja; solo Tvrtko si rifiutò di sottomettersi al re d'Ungheria. Pare sfuggì alla cattura per mano delle truppe ungheresi fuggendo sulle montagne della Zaclumia settentrionale. A dicembre i funzionari ragusani scrissero lettere a lui e a sua moglie (il cui contenuto è ignoto) in risposta alla sua richiesta di ricevere le rendite di San Demetrio; a quel tempo si trovava ancora in Bosnia. A seguito di tali eventi, Tvrtko scompare dalle fonti e si intuisce che non ebbe alcun impatto sulla politica bosniaca per diversi anni. È noto che visse nel 1414 vicino alla Repubblica di Ragusa, in feudi appartenenti a Pavle Radenović, probabile fratello della moglie di Ostoja, Kujava. Un'altra possibilità è che avesse cercato rifugio presso i turchi ottomani.

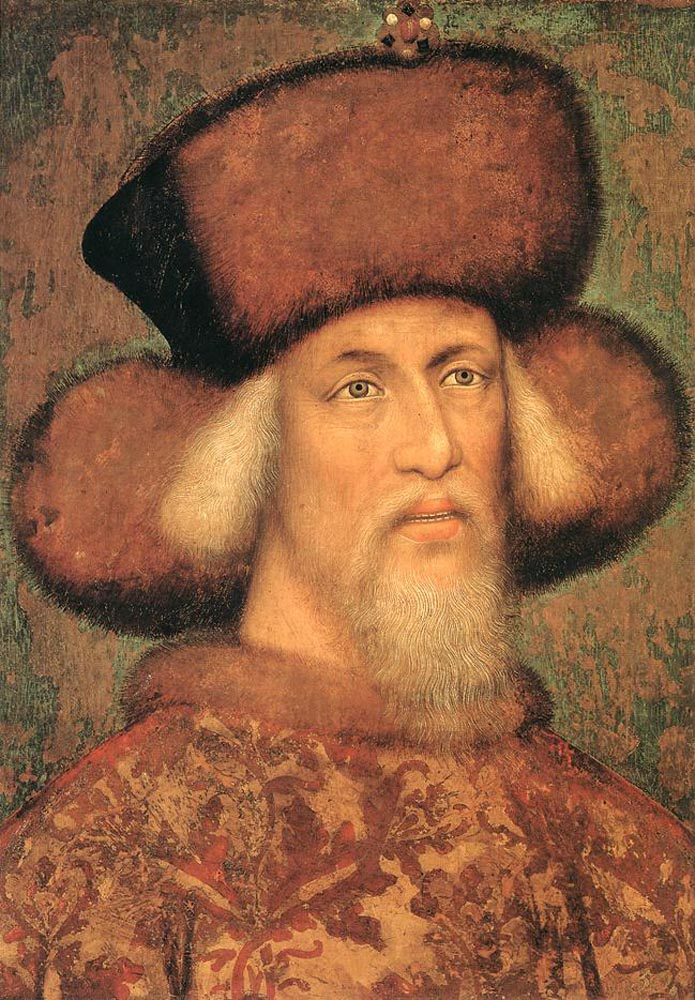
Sigismondo di Lussemburgo

All'inizio del 1413, Hrvoje suscitò le ire di Sigismondo saccheggiando le terre di Sandalj. I loro rapporti si deteriorarono al punto che Hrvoje ritenne necessario rivolgersi ai turchi per chiedere aiuto. Le prime truppe turche seminarono il terrore in Bosnia nel maggio del 1414; in agosto causarono inoltre la deposizione del monarca deposto, Tvrtko, che da allora venne bollato come anti-re quando decise di unirsi agli ottomani. La sua alleanza potrebbe essere dovuta alla loro reciproca ostilità verso Sigismondo. Pavle Radenović si dichiarò immediatamente a favore di Tvrtko, ma nessun altro nobile importante sembra aver seguito il suo esempio, nemmeno Hrvoje. Ragusa cercò di preservare relazioni cordiali con entrambi i personaggi, non inimicandosi re Tvrtko per timore di rappresaglie turche ma rivolgendosi a Ostoja come «re legittimo». Nelle lotte che ne seguirono, i turchi si sostituirono a Sigismondo divenendo la potenza esterna più ingerente, benché avessero dimostrato di non avere alcuna intenzione di ripristinare effettivamente Tvrtko sul trono. Il supporto di Pavle non fu sufficiente per raggiungere questo obiettivo.
Tenendo in considerazione le incursioni turche in corso contro la Bosnia che a volte colpivano anche la Croazia e la Dalmazia, a lui fedeli, Sigismondo decise di agire e di mobilitare le sue truppe. Mentre Tvrtko confidava in una vittoria turca, Ostoja si aspettava invece che un trionfo magiaro lo avrebbe liberato dalla minaccia musulmana e avrebbe rinsalato la sua posizione contro il suo rivale e la sua ambiziosa aristocrazia. La battaglia di Doboj dell'agosto del 1415 sancì una disastrosa sconfitta dell'esercito di Sigismondo. Contrariamente alle aspettative, tuttavia, gli ottomani riconobbero Ostoja come legittimo re. La figura di Tvrtko perse gradualmente peso politico, mentre in maniera compatta i bosniaci per la prima volta decidevano di allontanarsi dall'Ungheria in favore degli ottomani. Dopo che Pavle Radenović fu assassinato per rappresaglia in virtù del suo sostegno a Tvrtko, quest'ultimo scomparve di nuovo dalla scena. La posizione di Ostoja divenne ancora più stabile quando giunse a una pace con i figli di Pavle e quando ebbe luogo la morte di Hrvoje l'anno seguente.

### Secondo regno
Ostoja morì nel settembre del 1418 e benché Tvrtko attendesse con trepidazione di subentragli, fu il figlio del defunto, Stefano, a divenire re. Quando i turchi irruppero nel regno all'inizio del 1420, Tvrtko li seguì e si proclamò anti-re. Venutolo a sapere, Sandalj si dichiarò immediatamente a suo favore. Temendo gli ottomani, l'esempio di Sandalj fu presto seguito da altri nobili. A giugno Tvrtko convocò uno stanak e Ragusa lo riconobbe quale re, con il risultato che con il tempo cominciò a godere di un appoggio sempre crescente. Entro la fine dell'anno, Tvrtko spodestò Stefano, che continuò a sostenere la sua pretesa fino all'estate del 1421, periodo intorno al quale spirò. Alla morte del sultano Mehmet I seguì il ritiro delle truppe ottomane dalla Bosnia, con il risultato che Tvrtko rafforzò la sua morsa sul regno e spronò la crescita dell'economia locale. La seconda ascesa di Tvrtko dovette essere legittimata con una nuova incoronazione, che ebbe luogo nell'agosto del 1421. Dopo l'investitura formale, confermò infine gli atti e i privilegi promulgati dai suoi predecessori in favore dei mercanti ragusani.
Il secondo regno di Tvrtko fu segnato dalla sua rapida risoluzione nel ripristinare l'autorità reale e nella ferma decisione di rafforzare il ruolo del monarca rispetto ai governanti feudali della Bosnia. In assenza di Hrvoje e Pavle, oltre che con Sandalj preoccupato dal conflitto con i figli di Pavle, Tvrtko fu in grado di espandere significativamente le terre della corona. La conveniente morte di re Stefano neutralizzò inoltre in qualche modo la minaccia rappresentata dalla sua ingombrante madre, la regina Kujava. Gli ottomani non ebbero granché modo per interferire con il governo di Tvrtko nel lustro successivo, dandogli il tempo di rafforzare l'economia del regno, con le miniere che raggiunsero l'apice della loro produttività e il numero di mercanti stranieri in considerevole aumento. Nel dicembre del 1422 Tvrtko firmò un'intesa commerciale vantaggiosa con la Repubblica di Venezia, discutendo altresì di una serie di piani militari congiunti per una campagna da condurre contro Sigismondo in Dalmazia. Fu tuttavia obbligato a rinunciare alla pretesa bosniaca su alcune città dalmate sotto il dominio veneziano amministrate invece dal padre. I suoi tentativi di trovare una sposa adatta tra i discendenti della famiglia veneziana dei Malatesta con la mediazione di Pietro di Pago, arcivescovo di Spalato, apparivano promettenti, ma non si concretizzarono mai.
L'avvicinamento di Tvrtko con Venezia indispettì non solo Ragusa, ma anche i turchi; i primi si risentirono per la perdita del monopolio sul commercio, mentre i cattivi rapporti dei secondi con Venezia erano il risultato di una disputa territoriale sull'Albania e sulla Zeta. Gli ottomani ritornarono a razziare la Bosnia nella primavera del 1424, probabilmente perseguendo lo scopo secondario di intimare Tvrtko a cessare le sue trattative con Venezia. Nel momento in cui Tvrtko intuì che Venezia non sarebbe stata in grado di ausilio contro i turchi, perse lentamente interesse e accantonò il progetto di costituire un'alleanza.
Sebbene il raffreddamento delle relazioni di Tvrtko con Venezia avesse giovato Ragusa, un altro incidente impedì che le relazioni con la moderna città croata si riallacciassero. Nel 1424, un parente di Tvrtko, tale Vuk Banić, tentò invano di usurpare il trono con l'ausilio della zia di Tvrtko, la regina Kujava, la quale desiderava vendicare la deposizione del figlio. Ragusa aveva una lunga tradizione di concessione di asilo politico ai membri delle famiglie regnanti, e non mancò di accogliere Vuk quando domandò rifugio. Nello stesso anno, mentre i turchi stavano razziando il vicino despotato di Serbia, Tvrtko decise di reclamare Srebrenica, che era stata conquista da Sigismondo nel 1411 e concessa a un suo alleato, il sovrano serbo Stefano III Lazaro. I mercanti locali ragusani fornirono sostegno ai serbi e il piano fallì; le truppe vittoriose di Stefano si diedero a svariati saccheggi nelle terre di Tvrtko quando i turchi si ritirarono, aggravando la situazione.

#### Alleanza ungherese

Il regno di Bosnia e il despotato di Serbia nel 1422

Nel 1425, Tvrtko si rese conto della necessità di vantare un forte alleato al suo fianco in caso di ulteriori attacchi turchi. Consapevole di non poter contare su Venezia, decise di migliorare i rapporti con l'Ungheria, con il risultato che siglò un accordo il medesimo anno o l'anno successivo. Gli ottomani reagirono compiendo dei gravi attacchi che costrinsero Tvrtko ad accettare la loro sovranità e ad accettare il pagamento di un tributo annuale. I turchi se ne andarono nel 1426, gettando il sovrano bosniaco in uno stato di disperazione totale. Desideroso a tutti i costi di stringere saldi legami con l'Ungheria, accettò persino che Sigismondo riconoscesse il suocero di quest'ultimo, Ermanno II di Celje, come erede presuntivo del re qualora non avesse avuto figli. Ermanno era il figlio della zia di Tvrtko, Caterina, ma la sua figura in Bosnia non era ben vista dall'aristocrazia, essendo egli stesso innanzitutto un conte ungherese. Vuk Banić si presentò di nuovo come pretendente, evento che costrinse Tvrtko a una pronta reazione. Dopo aver accettato ufficialmente Ermanno come suo erede presuntivo nell'autunno del 1427, si dichiarò disponibile a contrarre il matrimonio con una nobildonna ungherese. La sposa prescelta fu Dorotea Garai, figlia di Giovanni, bano dell'Usora. Sandalj e la famiglia degli Zlatonosović espressero la loro opposizione non partecipando ai festeggiamenti nuziali nel 1428. Tvrtko alla fine si riconciliò con Sandalj, ma agì contro gli Zlatonosović e confiscò i loro feudi.
Vuk non rappresentò mai una minaccia concreta per Tvrtko come avrebbe fatto Radivoj, il figlio illegittimo maggiore del defunto Ostoja. Nel 1432, il successore di Stefano Lazarević, Đurađ, Sandalj e gli ottomani aiutarono Radivoj a rivendicare il trono e a prendere il controllo di gran parte del paese. L'unico supporto degno di nota di Tvrtko venne dal nipote e successore di Hrvoje, Juraj Vojsalić, che gli consentì di preservando il comando sulla sola Bosnia centrale e nord-occidentale. Tvrtko si ritirò a Visoko, ma scoprì presto che Sandalj si era ammalato troppo per supportare la causa di Radivoj. Đurađ Branković, soddisfatto di annettere le terre che Tvrtko aveva confiscato alla famiglia Zlatonosović, perse anche interesse per Radivoj. Gli ottomani, tuttavia, perseguirono la rivendicazione di Radivoj e presero possesso di Bobovac a suo nome nel 1434.
Dopo anni di suppliche affinché intervenisse, Tvrtko vide finalmente gli ungheresi marciare in Bosnia a metà del 1434. Per suo conto, essi recuperarono Jajce, Hodidjed, Bočac e il castello di Komotin, ma il re destituito perse tutto non appena si ritirarono. È anzi probabile che Tvrtko stesso partì assieme ai soldati di ritorno in Ungheria, poiché è noto che si trovava alla corte di Buda nel 1435. Radivoj cessò di costituire una minaccia quando perse il sostegno ottomano quell'anno, mentre la morte di Sandalj presentò a Tvrtko un nuovo e più pericoloso vassallo ribelle, ossia il nipote e successore di Sandalj, Stefano Vukčić Kosača.

#### Ultimi anni
Radivoj si proclamò re di Bosnia per il resto del regno di Tvrtko II. Sostenuto dai turchi e da Stefano Vukčić Kosača, Tvrtko rimase nei fatti al potere soltanto per via della volontà esterna, poiché l'unico obiettivo dei suoi sostenitori era quello di indebolire e dividere la Bosnia per benefici personali. Mentre Stefano stava cercando di espandere il suo territorio a spese della Zeta nel 1443, Tvrtko approfittò della sua assenza e della preoccupazione ottomana per la battaglia di Varna per attaccare la sua terra, ma il nobile tornò in tempo per difenderla.
Tvrtko morì senza figli nel novembre 1443, avendo espresso il desiderio di essere succeduto dal suo cugino politicamente inattivo e fino ad allora piuttosto oscuro Tommaso, fratello minore di Radivoj e anch'egli figlio illegittimo di Ostoja. Ermanno II di Celje era morto nel 1435 e i suoi eredi non eseguirono alcun tentativo di far rispettare l'accordo di successione del 1427. Poiché non si verificò alcun evento traumatico, si può supporre che Tvrtko si impegnò attivamente per garantire l'ascesa di Tommaso, probabilmente per assicurarsi che il suo patrimonio non passasse all'odiato Radivoj.

## Religione
Tvrtko fu cattolico per tutta la vita, ma più per convenienza che per un sentimento convinto. Apprezzava i francescani per il loro impegno socio-politico in Bosnia, ma non più degli alti funzionari dell'"eretica" Chiesa bosniaca. La guida di quest'ultima fu sempre sostenuta da Tvrtko ed esercitò una notevole influenza sulle questioni di stato, figurando tra i consiglieri di Tvrtko anche nel 1428, mentre il sovrano cercava di presentarsi come un buon cattolico.

## Ascendenza
|            |            |            |            |            |            |  |  | Stefano I Kotromanić |           |           |           |           |           |  |  |          |          |          |          |          |          |  |  |         |         |         |         |         |         |  |  |         |         |         |         |         |         |  |  |  |  |  |  |  |  |  |  |  |  |  |  |  |  |  |  |
|            |            |            |            |            |            |  |  |                      |           |           |           |           |           |  |  |          |          |          |          |          |          |  |  |         |         |         |         |         |         |  |  |         |         |         |         |         |         |  |  |  |  |  |  |  |  |  |  |  |  |  |  |  |  |  |  |
|            |            |            |            |            |            |  |  |                      |           |           |           |           |           |  |  |          |          |          |          |          |          |  |  |         |         |         |         |         |         |  |  |         |         |         |         |         |         |  |  |  |  |  |  |  |  |  |  |  |  |  |  |  |  |  |  |
| Stefano II | Stefano II | Stefano II | Stefano II | Stefano II | Stefano II |  |  |                      |           |           |           |           |           |  |  | Ladislao | Ladislao | Ladislao | Ladislao | Ladislao | Ladislao |  |  |         |         |         |         |         |         |  |  |         |         |         |         |         |         |  |  |  |  |  |  |  |  |  |  |  |  |  |  |  |  |  |  |
| Stefano II | Stefano II | Stefano II | Stefano II | Stefano II | Stefano II |  |  |                      |           |           |           |           |           |  |  | Ladislao | Ladislao | Ladislao | Ladislao | Ladislao | Ladislao |  |  |         |         |         |         |         |         |  |  |         |         |         |         |         |         |  |  |  |  |  |  |  |  |  |  |  |  |  |  |  |  |  |  |
|            |            |            |            |            |            |  |  |                      |           |           |           |           |           |  |  |          |          |          |          |          |          |  |  |         |         |         |         |         |         |  |  |         |         |         |         |         |         |  |  |  |  |  |  |  |  |  |  |  |  |  |  |  |  |  |  |
| Caterina   | Caterina   | Caterina   | Caterina   | Caterina   | Caterina   |  |  | Tvrtko I             | Tvrtko I  | Tvrtko I  | Tvrtko I  | Tvrtko I  | Tvrtko I  |  |  |          |          |          |          |          |          |  |  | Ostoja  | Ostoja  | Ostoja  | Ostoja  | Ostoja  | Ostoja  |  |  |         |         |         |         |         |         |  |  |  |  |  |  |  |  |  |  |  |  |  |  |  |  |  |  |
| Caterina   | Caterina   | Caterina   | Caterina   | Caterina   | Caterina   |  |  | Tvrtko I             | Tvrtko I  | Tvrtko I  | Tvrtko I  | Tvrtko I  | Tvrtko I  |  |  |          |          |          |          |          |          |  |  | Ostoja  | Ostoja  | Ostoja  | Ostoja  | Ostoja  | Ostoja  |  |  |         |         |         |         |         |         |  |  |  |  |  |  |  |  |  |  |  |  |  |  |  |  |  |  |
|            |            |            |            |            |            |  |  |                      |           |           |           |           |           |  |  |          |          |          |          |          |          |  |  |         |         |         |         |         |         |  |  |         |         |         |         |         |         |  |  |  |  |  |  |  |  |  |  |  |  |  |  |  |  |  |  |
| Ermanno    | Ermanno    | Ermanno    | Ermanno    | Ermanno    | Ermanno    |  |  | Tvrtko II            | Tvrtko II | Tvrtko II | Tvrtko II | Tvrtko II | Tvrtko II |  |  | Stefano  | Stefano  | Stefano  | Stefano  | Stefano  | Stefano  |  |  | Radivoj | Radivoj | Radivoj | Radivoj | Radivoj | Radivoj |  |  | Tommaso | Tommaso | Tommaso | Tommaso | Tommaso | Tommaso |  |  |  |  |  |  |  |  |  |  |  |  |  |  |  |  |  |  |

## Discendenza

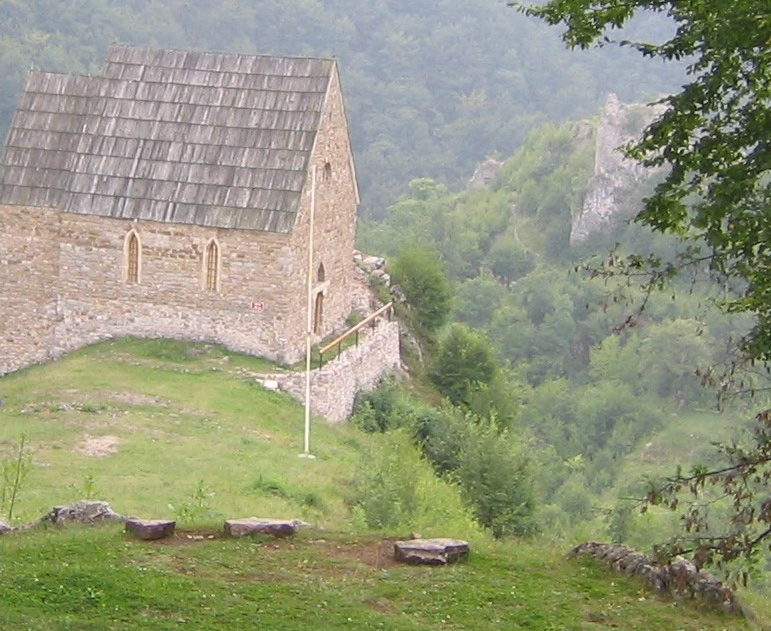
Cappella ricostruita a Bobovac

Stefano Tvrtko II si sposò durante il suo primo regno; sua moglie è menzionata dai ragusani nel 1409 come «la regina, moglie del re Tvrtko di Bosnia», ma il suo nome non viene attestato. Durante il suo secondo regno, considerò molto importante sposare una nobildonna cattolica e accarezzò l'idea di scegliere una sposa legata alla famiglia romagnola dei Malatesta. Gli intoppi relativi al suo piano di stringere maggiormente i legami con Venezia eclissarono questa prospettiva.
Alla fine, Tvrtko sposò la nobildonna ungherese Dorotea Garai, ma non prima di aver assicurato al papato il suo impegno verso la Chiesa cattolica. Le nozze si tennero a Milodraž, nella Bosnia centrale, tra il 23 e il 31 luglio 1428 e il legame coniugale durò fino alla sua morte, avvenuta nel settembre 1438. Le fonti non menzionano alcun figlio della coppia, ma gli scavi archeologici nella cappella reale di Bobovac durante la seconda metà del XX secolo hanno confermato l'esistenza di una tomba di un infante situata tra le tombe della coppia reale, indicando che potrebbero aver avuto un figlio morto in tenera età o poco dopo la sua nascita.

## Giudizio storiografico
Tvrtko II rimase sul trono bosniaco più a lungo rispetto a qualsiasi monarca successivo a Tvrtko I. Si preoccupò inoltre più di chiunque altro di contrastare l'ascesa e le continue ingerenze della nobiltà locale, essendo favorevole a una maggiore centralizzazione dello Stato. Malgrado le alterne vicende, riuscì a incidere in maniera tangibile nella politica, nell'economia e nella cultura della Bosnia.